# Дудкино (Шекснинский район)
Дудкино — деревня в Шекснинском районе Вологодской области.
Входит в состав сельского поселения Чёбсарское, с точки зрения административно-территориального деления — в Чёбсарский сельсовет.
Расстояние по автодороге до районного центра Шексны — 23 км, до центра муниципального образования Чёбсары — 5 км. Ближайшие населённые пункты — Нефедково, Селино, Горка, Павшино.
По переписи 2002 года население — 3 человека.